# Euphitrea rufomarginata
Euphitrea rufomarginata es una especie de insecto coleóptero de la familia Chrysomelidae.
Fue descrita científicamente en 1992 por Wang.